# Come sempre (Negramaro)
Come sempre è un singolo del gruppo musicale italiano Negramaro, pubblicato nel 2003 come secondo estratto dal primo album in studio Negramaro.

## Descrizione
Il brano, scritto dal cantante Giuliano Sangiorgi, ha fatto da colonna sonora, scelto da Alessandro D'Alatri, allo spot per il cinquantesimo compleanno della Rai.
Il brano è stato in seguito riarrangiato dal gruppo insieme a Corrado Rustici ed inserito nel secondo album 000577.

## Video musicale
Nel videoclip del brano la band salentina esegue il brano in una larga sala, accompagnata dalla viola di una donna circondata da un gregge di pecore, che a metà brano attraversa la sala occupata dai Negramaro. Il resto del video si protrae con le sole immagini del gruppo che suona.

## Tracce
Testi e musiche di Giuliano Sangiorgi.
1. Come sempre – 3:14

## Formazione
Gruppo
- Giuliano Sangiorgi – voce, chitarra acustica
- Emanuele Spedicato – chitarra elettrica
- Ermanno Carlà – basso
- Andrea Mariano – pianoforte
- Danilo Tasco – batteria
- Andrea De Rocco – campionatore

Altri musicisti
- Corrado Rustici – glockenspiel